# Tàngara dorsiargentada
La tàngara dorsiargentada (Stilpnia viridicollis) és un ocell de la família dels tràupids (Thraupidae). Viu als clars del bosc i vegetació secundària dels Andes del sud de l'Equador i nord-oest i sud-est del Perú.